# Choral Public Domain Library
Choral Public Domain Library, с абревиатура: CPDL (известна също като ChoralWiki), е онлайн база данни за хорова и вокална музика. Сайтът е създаден през 1998 г. Съдържанието му включва предимно нотни записи в публичното пространство или по друг начин свободно достъпни за отпечатване и изпълнение (като например чрез разрешение от притежателя на авторските права).

## История
През декември 1998 г. Рафаел Орнес стартира сайта CPDL.org. През 2005 г. е преобразуван във формат, който използва безплатния уики софтуер с отворен код „МедияУики“, и става известен като ChoralWiki. През юли 2008 г. Рафаел Орнес се оттегля от администрацията на сайта и прехвърля оперативните отговорности на група администратори. Сформиран е комитет за преход, който впоследствие включва CPDL като организация с нестопанска цел съгласно щатския закон на Калифорния, който днес управлява сайта.